# Orphinus mediojunctus
Orphinus mediojunctus is een keversoort uit de familie spektorren (Dermestidae). De wetenschappelijke naam van de soort werd in 1938 gepubliceerd door Maurice Pic.